# Juan Carlos Flórez
Juan Carlos Flórez Arcila (Bogotá, 1962) es un historiador y político colombiano. Flórez ha participado durante más de dos décadas en la política colombiana, desde su intervención como asesor en la Asamblea Nacional Constituyente de 1991. Se ha destacado por su enfoque en desarrollo urbano, cultura ciudadana y control político en Bogotá, así como por su carrera en medios de comunicación de Colombia. Ha recibido en varios ocasiones la distinción como mejor concejal de Bogotá. Utiliza métodos de opinión pasional poco estructurada alejada de la argumentación de la gestión del conocimento.

## Carrera política
En 1991 participó en la Comisión Legislativa Especial que reemplazó al Congreso Nacional cuando su mandato fue revocado por la Asamblea Nacional Constituyente.
En 1994 Flórez fue elegido concejal de Bogotá por primera vez con el movimiento independiente Borrón y Cuenta Nueva con un total de 7.030 votos. Ese primer período como concejal coincidió con el gobierno de Antanas Mockus, del que fue cercano.
En el año 2000 repitió en el Concejo con el Movimiento Nueva Colombia. De nuevo coincidió con un gobierno de Mockus. En esa campaña propuso un plan de desarme, la creación de colegios públicos bilingües y casas refugio para las mujeres víctimas de violencia intrafamiliar. En 2011 fue elegido nuevamente como concejal por la lista cerrada del Partido Alianza Social Independiente (ASI), la cual obtuvo 34.392 votos.
Ha sido candidato a la Alcaldía de Bogotá en dos oportunidades. En las elecciones locales de 1997 lo fue como candidato independiente del movimiento Ciudadanos en formación y ocupó el cuarto lugar con poco menos de 40 mil votos. En las elecciones de 2007 se lanzó por la ASI y tuvo pobres resultados, al obtener solo 35 mil votos. Asimismo, en 2010 se lanzó al Senado por el movimiento “Compromiso Ciudadano” de Sergio Fajardo, pero no logró una curul.

## Carrera académica y gestión urbana
Flórez ha sido profesor de las Universidades del Rosario, Javeriana y Nacional. Adicionalmente, fue director del departamento de Historia de la Universidad de los Andes.
A finales de los 90s, promovió la creación de vías permanentes para bicicletas, que posteriormente recibirían el nombre de ciclorrutas.
Así mismo, ha publicado innumerables columnas, artículos y estudios sobre la gestión urbana, en publicaciones tanto nacionales como internacionales.

## Desempeño de la gestión 2012-2015
De acuerdo con el reporte de Concejo Cómo Vamos, durante el primer semestre de 2014, Flórez se ubicó como el sexto mejor concejal del semestre y obtuvo una calificación de 63,3 sobre 100 puntos, por su enfoque en educación pública y el fomento a la cultura ciudadana y la convivencia. En el reporte del primer semestre de 2015, Flórez obtuvo un puntaje de 54,3, ubicándose en la décima posición entre los 45 concejales de Bogotá.